# Leptogenys conradti
Leptogenys conradti é uma espécie de formiga do gênero Leptogenys, pertencente à subfamília Ponerinae.